# Lijst van onroerend erfgoed in Antwerpen/Haringrode
Een overzicht van het onroerend erfgoed in de wijk Haringrode in de gemeente Antwerpen. Het onroerend erfgoed maakt onderdeel uit van het cultureel erfgoed in België.

## Bouwkundig erfgoed
| Object                                                                | Erfgoedstatus?                | Bouwjaar of architect                 | Deelgemeente | Adres                                             | Coördinaten                   | Nummer? | Afbeelding                                                            |
| --------------------------------------------------------------------- | ----------------------------- | ------------------------------------- | ------------ | ------------------------------------------------- | ----------------------------- | ------- | --------------------------------------------------------------------- |
| Voormalig Meisjesweeshuis                                             |                               |                                       | Antwerpen    | Professor Claraplein 1-2, 3, 6-8, 9, 15-18, 19-21 | 51° 12' 2" NB, 4° 25' 10" OL  | 6385    | Voormalig Meisjesweeshuis                                             |
| Burgerhuis in eclectische stijl                                       |                               |                                       | Antwerpen    | Albert Grisarstraat 22                            | 51° 12' 3" NB, 4° 25' 6" OL   | 6390    | Burgerhuis in eclectische stijl                                       |
| Huys genaemt St Michiel                                               |                               |                                       | Antwerpen    | Albert Grisarstraat 24                            | 51° 12' 3" NB, 4° 25' 6" OL   | 6391    | Huys genaemt St Michiel                                               |
| Burgerhuis in eclectische stijl                                       |                               |                                       | Antwerpen    | Albert Grisarstraat 26                            | 51° 12' 3" NB, 4° 25' 6" OL   | 6392    | Burgerhuis in eclectische stijl                                       |
| Geheel van twee appartementsgebouwen                                  |                               |                                       | Antwerpen    | Belgiëlei 15A-B                                   | 51° 12' 30" NB, 4° 25' 21" OL | 6483    | Geheel van twee appartementsgebouwen                                  |
| Burgerhuis in beaux-artsstijl                                         |                               |                                       | Antwerpen    | Belgiëlei 31                                      | 51° 12' 28" NB, 4° 25' 18" OL | 6484    | Burgerhuis in beaux-artsstijl                                         |
| Gekoppelde herenhuizen in eclectische en beaux-artsstijl              |                               | 1904 Michel De Braey                  | Antwerpen    | Belgiëlei 75-77                                   | 51° 12' 23" NB, 4° 25' 12" OL | 6485    | Gekoppelde herenhuizen in eclectische en beaux-artsstijl              |
| Museum Ridder Smidt van Gelder                                        | Monument                      |                                       | Antwerpen    | Belgiëlei 91                                      | 51° 12' 21" NB, 4° 25' 11" OL | 6488    | Museum Ridder Smidt van Gelder                                        |
| Appartementsgebouw in art-decostijl                                   |                               |                                       | Antwerpen    | Belgiëlei 93                                      | 51° 12' 21" NB, 4° 25' 9" OL  | 6489    | Appartementsgebouw in art-decostijl                                   |
| Gekoppelde burgerhuizen in neorenaissancestijl                        |                               |                                       | Antwerpen    | Belgiëlei 95-97                                   | 51° 12' 21" NB, 4° 25' 8" OL  | 6490    | Gekoppelde burgerhuizen in neorenaissancestijl                        |
| Stedelijk Onderwijs Gesticht 3 voor Jongens                           |                               |                                       | Antwerpen    | Belgiëlei 99                                      | 51° 12' 21" NB, 4° 25' 8" OL  | 6491    | Stedelijk Onderwijs Gesticht 3 voor Jongens                           |
| Neoclassicistisch burgerhuis                                          |                               |                                       | Antwerpen    | Belgiëlei 113                                     | 51° 12' 19" NB, 4° 25' 5" OL  | 6492    | Neoclassicistisch burgerhuis                                          |
| Hotel Lieven Gevaert                                                  | Monument                      | Jos Bascourt                          | Antwerpen    | Belgiëlei 117                                     | 51° 12' 17" NB, 4° 25' 5" OL  | 6493    | Hotel Lieven Gevaert                                                  |
| Burgerhuis in art-decostijl                                           |                               |                                       | Antwerpen    | Belgiëlei 125                                     | 51° 12' 17" NB, 4° 25' 2" OL  | 6494    | Burgerhuis in art-decostijl                                           |
| Neoclassicistische burgerhuizen                                       |                               |                                       | Antwerpen    | Belgiëlei 133-135                                 | 51° 12' 16" NB, 4° 25' 1" OL  | 6495    | Neoclassicistische burgerhuizen                                       |
| Neoclassicistisch herenhuis                                           |                               |                                       | Antwerpen    | Belgiëlei 153                                     | 51° 12' 13" NB, 4° 24' 57" OL | 6496    | Neoclassicistisch herenhuis                                           |
| Neoclassicistisch herenhuis                                           |                               |                                       | Antwerpen    | Belgiëlei 155                                     | 51° 12' 13" NB, 4° 24' 57" OL | 6497    | Neoclassicistisch herenhuis                                           |
| Gekoppelde burgerhuizen in neorégencestijl                            |                               |                                       | Antwerpen    | Belgiëlei 157-159                                 | 51° 12' 12" NB, 4° 24' 55" OL | 6498    | Gekoppelde burgerhuizen in neorégencestijl                            |
| Burgerhuis in second-empirestijl                                      |                               |                                       | Antwerpen    | Belgiëlei 165                                     | 51° 12' 12" NB, 4° 24' 55" OL | 6499    | Burgerhuis in second-empirestijl                                      |
| Herenhuis in beaux-artsstijl                                          |                               |                                       | Antwerpen    | Belgiëlei 191                                     | 51° 12' 9" NB, 4° 24' 50" OL  | 6500    | Herenhuis in beaux-artsstijl                                          |
| Neoclassicistisch herenhuis                                           |                               |                                       | Antwerpen    | Belgiëlei 193                                     | 51° 12' 7" NB, 4° 24' 50" OL  | 6501    | Neoclassicistisch herenhuis                                           |
| Herenhuis in beaux-artsstijl                                          |                               |                                       | Antwerpen    | Belgiëlei 195                                     | 51° 12' 8" NB, 4° 24' 49" OL  | 6502    | Herenhuis in beaux-artsstijl                                          |
| Eclectisch burgerhuis                                                 |                               |                                       | Antwerpen    | Belgiëlei 199                                     | 51° 12' 7" NB, 4° 24' 49" OL  | 6503    | Eclectisch burgerhuis                                                 |
| Burgerhuis in eclectische stijl                                       |                               |                                       | Antwerpen    | Cobdenstraat 13                                   | 51° 12' 8" NB, 4° 25' 42" OL  | 6633    | Burgerhuis in eclectische stijl                                       |
| Gekoppelde burgerhuizen in eclectische stijl                          |                               |                                       | Antwerpen    | Cobdenstraat 15-17                                | 51° 12' 7" NB, 4° 25' 43" OL  | 6634    | Gekoppelde burgerhuizen in eclectische stijl                          |
| Geheel van café en winkelhuis in neoclassicistische stijl             |                               |                                       | Antwerpen    | Cobdenstraat 19, Zénobe Grammestraat 1            | 51° 12' 7" NB, 4° 25' 42" OL  | 6635    | Geheel van café en winkelhuis in neoclassicistische stijl             |
| Architectenwoning Emiel Van Averbeke                                  | Monument                      | Emiel Van Averbeke                    | Antwerpen    | Cobdenstraat 24                                   | 51° 12' 8" NB, 4° 25' 41" OL  | 6636    | Architectenwoning Emiel Van Averbeke                                  |
| Burgerhuis in art-nouveaustijl                                        |                               |                                       | Antwerpen    | Cobdenstraat 26                                   | 51° 12' 7" NB, 4° 25' 41" OL  | 6637    | Burgerhuis in art-nouveaustijl                                        |
| Slagerij in art-nouveaustijl                                          |                               |                                       | Antwerpen    | Cobdenstraat 34                                   | 51° 12' 7" NB, 4° 25' 40" OL  | 6638    | Slagerij in art-nouveaustijl                                          |
| Twee burgerhuizen in art-nouveaustijl                                 | Monument: Cuperus 3, Zurenb 5 |                                       | Antwerpen    | Cuperusstraat 3, Zurenborgstraat 5                | 51° 12' 20" NB, 4° 25' 33" OL | 6650    | Twee burgerhuizen in art-nouveaustijl                                 |
| Twee burgerhuizen in art-nouveaustijl                                 |                               |                                       | Antwerpen    | Cuperusstraat 13-14                               | 51° 12' 18" NB, 4° 25' 35" OL | 6651    | Twee burgerhuizen in art-nouveaustijl                                 |
| Meergezinswoning in latente art-nouveaustijl                          |                               |                                       | Antwerpen    | Cuperusstraat 30                                  | 51° 12' 15" NB, 4° 25' 37" OL | 6652    | Meergezinswoning in latente art-nouveaustijl                          |
| Burgerhuis in beaux-artsstijl                                         |                               |                                       | Antwerpen    | Cuperusstraat 37                                  | 51° 12' 14" NB, 4° 25' 38" OL | 6653    | Burgerhuis in beaux-artsstijl                                         |
| Burgerhuis in eclectische stijl                                       |                               |                                       | Antwerpen    | Grétrystraat 29-31                                | 51° 12' 11" NB, 4° 25' 2" OL  | 6801    | Burgerhuis in eclectische stijl                                       |
| Saint Boniface Anglican Church en aanhorigheden                       | Monument                      |                                       | Antwerpen    | Grétrystraat 39                                   | 51° 12' 10" NB, 4° 25' 2" OL  | 6802    | Saint Boniface Anglican Church en aanhorigheden                       |
| Geheel van vijf burgerhuizen                                          |                               |                                       | Antwerpen    | Grétrystraat 45-53                                | 51° 12' 8" NB, 4° 25' 3" OL   | 6803    | Geheel van vijf burgerhuizen                                          |
| Burgerhuis in neo-Vlaamserenaissance-stijl                            |                               |                                       | Antwerpen    | Grétrystraat 57                                   | 51° 12' 7" NB, 4° 25' 4" OL   | 6804    | Burgerhuis in neo-Vlaamserenaissance-stijl                            |
| Stedelijke Kindertuin 21                                              |                               |                                       | Antwerpen    | Grétrystraat 46                                   | 51° 12' 8" NB, 4° 24' 59" OL  | 6805    | Stedelijke Kindertuin 21                                              |
| Burgerhuis in beaux-artsstijl                                         |                               |                                       | Antwerpen    | Grétrystraat 52                                   | 51° 12' 8" NB, 4° 25' 1" OL   | 6806    | Burgerhuis in beaux-artsstijl                                         |
| Gekoppelde burgerhuizen in art-nouveaustijl                           |                               |                                       | Antwerpen    | Grétrystraat 54-56                                | 51° 12' 7" NB, 4° 25' 1" OL   | 6807    | Gekoppelde burgerhuizen in art-nouveaustijl                           |
| Burgerhuis in beaux-artsstijl                                         |                               |                                       | Antwerpen    | Grétrystraat 58                                   | 51° 12' 7" NB, 4° 25' 1" OL   | 6809    | Burgerhuis in beaux-artsstijl                                         |
| Herenhuis in art-nouveaustijl                                         |                               |                                       | Antwerpen    | Haringrodestraat 73                               | 51° 12' 5" NB, 4° 24' 57" OL  | 6838    | Herenhuis in art-nouveaustijl                                         |
| Burgerhuis in art-nouveaustijl                                        |                               |                                       | Antwerpen    | Haringrodestraat 105                              | 51° 12' 1" NB, 4° 24' 59" OL  | 6839    | Burgerhuis in art-nouveaustijl                                        |
| Kunstenaarswoning en -atelier Arthur Pierre                           | Monument: huis, atelier       |                                       | Antwerpen    | Haringrodestraat 113-115                          | 51° 12' 0" NB, 4° 24' 60" OL  | 6840    | Kunstenaarswoning en -atelier Arthur Pierre                           |
| Rij burgerhuizen in neoclassicistische stijl                          |                               |                                       | Antwerpen    | Haringrodestraat 56-74                            | 51° 12' 7" NB, 4° 24' 55" OL  | 6845    | Rij burgerhuizen in neoclassicistische stijl                          |
| Geheel van drie burgerhuizen in neoclassicistische stijl              |                               |                                       | Antwerpen    | Haringrodestraat 78-82                            | 51° 12' 5" NB, 4° 24' 56" OL  | 6846    | Geheel van drie burgerhuizen in neoclassicistische stijl              |
| Klooster van de clarissen                                             |                               |                                       | Antwerpen    | Haringrodestraat 84                               | 51° 12' 4" NB, 4° 24' 54" OL  | 6847    | Klooster van de clarissen                                             |
| Hoekcomplex in beaux-artsstijl                                        |                               |                                       | Antwerpen    | Helenalei 1, Marialei 34                          | 51° 12' 6" NB, 4° 25' 18" OL  | 6861    | Hoekcomplex in beaux-artsstijl                                        |
| Burgerhuis in art-nouveaustijl                                        |                               |                                       | Antwerpen    | Helenalei 3                                       | 51° 12' 6" NB, 4° 25' 18" OL  | 6862    | Burgerhuis in art-nouveaustijl                                        |
| Burgerhuis in art-nouveaustijl                                        |                               |                                       | Antwerpen    | Helenalei 5                                       | 51° 12' 6" NB, 4° 25' 18" OL  | 6863    | Burgerhuis in art-nouveaustijl                                        |
| Burgerhuis in beaux-artsstijl                                         |                               |                                       | Antwerpen    | Helenalei 7                                       | 51° 12' 6" NB, 4° 25' 18" OL  | 6864    | Burgerhuis in beaux-artsstijl                                         |
| Gekoppelde burgerhuizen in art-nouveaustijl                           |                               |                                       | Antwerpen    | Helenalei 11-13                                   | 51° 12' 5" NB, 4° 25' 18" OL  | 6865    | Gekoppelde burgerhuizen in art-nouveaustijl                           |
| Burgerhuis in art-nouveaustijl                                        |                               |                                       | Antwerpen    | Helenalei 15                                      | 51° 12' 5" NB, 4° 25' 18" OL  | 6866    | Burgerhuis in art-nouveaustijl                                        |
| Geheel van drie eclectische burgerhuizen                              |                               |                                       | Antwerpen    | Helenalei 39-43                                   | 51° 12' 2" NB, 4° 25' 19" OL  | 6869    | Geheel van drie eclectische burgerhuizen                              |
| Vastgoedcomplex met winkel- en burgerhuizen                           |                               |                                       | Antwerpen    | Boomgaardstraat 47-51, Helenalei 49-51            | 51° 12' 1" NB, 4° 25' 19" OL  | 6871    | Vastgoedcomplex met winkel- en burgerhuizen                           |
| Twee burgerhuizen in neo-Vlaamserenaissance-stijl                     |                               |                                       | Antwerpen    | Lamorinièrestraat 57, 61                          | 51° 12' 21" NB, 4° 25' 22" OL | 7075    | Twee burgerhuizen in neo-Vlaamserenaissance-stijl                     |
| Burgerhuis in second-empirestijl                                      |                               |                                       | Antwerpen    | Lamorinièrestraat 81                              | 51° 12' 19" NB, 4° 25' 21" OL | 7076    | Burgerhuis in second-empirestijl                                      |
| Lagere Meisjesschool 9                                                |                               |                                       | Antwerpen    | Lamorinièrestraat 93                              | 51° 12' 17" NB, 4° 25' 19" OL | 7077    | Upload foto                                                           |
| Geheel van vier gekoppelde burgerhuizen in art-nouveaustijl           |                               |                                       | Antwerpen    | Lamorinièrestraat 115-121                         | 51° 12' 14" NB, 4° 25' 16" OL | 7078    | Geheel van vier gekoppelde burgerhuizen in art-nouveaustijl           |
| Herenhuis in eclectische stijl                                        |                               |                                       | Antwerpen    | Lamorinièrestraat 123                             | 51° 12' 14" NB, 4° 25' 17" OL | 7079    | Herenhuis in eclectische stijl                                        |
| Gekoppelde burgerhuizen in art-nouveaustijl                           |                               |                                       | Antwerpen    | Lamorinièrestraat 125-127                         | 51° 12' 14" NB, 4° 25' 16" OL | 7080    | Gekoppelde burgerhuizen in art-nouveaustijl                           |
| Burgerhuis in eclectische stijl                                       |                               |                                       | Antwerpen    | Lamorinièrestraat 141                             | 51° 12' 12" NB, 4° 25' 15" OL | 7081    | Burgerhuis in eclectische stijl                                       |
| Burgerhuis in neo-Vlaamserenaissance-stijl                            |                               |                                       | Antwerpen    | Lamorinièrestraat 163                             | 51° 12' 10" NB, 4° 25' 13" OL | 7082    | Burgerhuis in neo-Vlaamserenaissance-stijl                            |
| Herenhuis in eclectische stijl                                        |                               |                                       | Antwerpen    | Lamorinièrestraat 227                             | 51° 12' 4" NB, 4° 25' 4" OL   | 7083    | Herenhuis in eclectische stijl                                        |
| Herenhuis in eclectische stijl                                        |                               |                                       | Antwerpen    | Lamorinièrestraat 229                             | 51° 12' 4" NB, 4° 25' 3" OL   | 7084    | Herenhuis in eclectische stijl                                        |
| Klooster van de Soeurs de l'Espérance                                 |                               |                                       | Antwerpen    | Lamorinièrestraat 231                             | 51° 12' 2" NB, 4° 25' 4" OL   | 7085    | Klooster van de Soeurs de l'Espérance                                 |
| Herenhuis in neorégencestijl                                          |                               |                                       | Antwerpen    | Lamorinièrestraat 233                             | 51° 12' 3" NB, 4° 25' 0" OL   | 7086    | Herenhuis in neorégencestijl                                          |
| Herenhuis in neorégencestijl                                          |                               |                                       | Antwerpen    | Lamorinièrestraat 235                             | 51° 12' 3" NB, 4° 24' 59" OL  | 7087    | Herenhuis in neorégencestijl                                          |
| Burgerhuis in neoclassicistische stijl                                |                               |                                       | Antwerpen    | Lamorinièrestraat 18                              | 51° 12' 27" NB, 4° 25' 24" OL | 7088    | Burgerhuis in neoclassicistische stijl                                |
| Steeg met arbeiderswoningen                                           |                               |                                       | Antwerpen    | Lamorinièrestraat 30/3-7                          | 51° 12' 26" NB, 4° 25' 23" OL | 7089    | Steeg met arbeiderswoningen                                           |
| Hoekcomplex In Prado                                                  |                               |                                       | Antwerpen    | Lamorinièrestraat 136, Lange Leemstraat 246       | 51° 12' 15" NB, 4° 25' 15" OL | 7090    | Hoekcomplex In Prado                                                  |
| Pensionnat du Sacré-Coeur                                             |                               |                                       | Antwerpen    | Lamorinièrestraat 148-150                         | 51° 12' 14" NB, 4° 25' 9" OL  | 7091    | Pensionnat du Sacré-Coeur                                             |
| Herenhuis in beaux-artsstijl                                          |                               |                                       | Antwerpen    | Lamorinièrestraat 168A                            | 51° 12' 12" NB, 4° 25' 12" OL | 7092    | Herenhuis in beaux-artsstijl                                          |
| Collège Marie-José                                                    |                               |                                       | Antwerpen    | Lamorinièrestraat 168                             | 51° 12' 12" NB, 4° 25' 10" OL | 7093    | Collège Marie-José                                                    |
| Dokterswoning in neo-Vlaamserenaissance-stijl                         |                               |                                       | Antwerpen    | Lamorinièrestraat 174                             | 51° 12' 11" NB, 4° 25' 11" OL | 7094    | Dokterswoning in neo-Vlaamserenaissance-stijl                         |
| Modernistisch flatgebouw                                              |                               |                                       | Antwerpen    | Lamorinièrestraat 204-206                         | 51° 12' 8" NB, 4° 25' 7" OL   | 7095    | Modernistisch flatgebouw                                              |
| Ensemble van zes burgerhuizen in neoclassicistische stijl             |                               |                                       | Antwerpen    | Lamorinièrestraat 218-228                         | 51° 12' 7" NB, 4° 25' 6" OL   | 7096    | Ensemble van zes burgerhuizen in neoclassicistische stijl             |
| Burgerhuis in beaux-artsstijl                                         |                               |                                       | Antwerpen    | Lamorinièrestraat 236                             | 51° 12' 6" NB, 4° 25' 3" OL   | 7097    | Burgerhuis in beaux-artsstijl                                         |
| Hotel Bamdas-Tolkowsky                                                | Monument                      |                                       | Antwerpen    | Lamorinièrestraat 238-240                         | 51° 12' 6" NB, 4° 25' 2" OL   | 7098    | Hotel Bamdas-Tolkowsky                                                |
| Neoclassicistisch herenhuis                                           |                               |                                       | Antwerpen    | Lamorinièrestraat 242                             | 51° 12' 6" NB, 4° 25' 2" OL   | 7099    | Neoclassicistisch herenhuis                                           |
| Stedelijk Onderwijsgesticht voor Meisjes 3                            |                               |                                       | Antwerpen    | Lamorinièrestraat 244-246                         | 51° 12' 6" NB, 4° 24' 60" OL  | 7100    | Stedelijk Onderwijsgesticht voor Meisjes 3                            |
| Herenhuis in neoclassicistische stijl                                 |                               |                                       | Antwerpen    | Lamorinièrestraat 248                             | 51° 12' 6" NB, 4° 24' 60" OL  | 7101    | Herenhuis in neoclassicistische stijl                                 |
| Geheel van twee eclectische burgerhuizen                              |                               |                                       | Antwerpen    | Lamorinièrestraat 250-252                         | 51° 12' 4" NB, 4° 24' 58" OL  | 7102    | Geheel van twee eclectische burgerhuizen                              |
| Neoclassicistisch burgerhuis                                          |                               |                                       | Antwerpen    | Lamorinièrestraat 266                             | 51° 12' 3" NB, 4° 24' 54" OL  | 7104    | Neoclassicistisch burgerhuis                                          |
| Architectenwoning Gerard Jan Maas                                     |                               |                                       | Antwerpen    | Lange Leemstraat 267                              | 51° 12' 18" NB, 4° 25' 13" OL | 7138    | Architectenwoning Gerard Jan Maas                                     |
| Burgerhuis in art-nouveaustijl                                        |                               |                                       | Antwerpen    | Lange Leemstraat 351                              | 51° 12' 15" NB, 4° 25' 27" OL | 7139    | Burgerhuis in art-nouveaustijl                                        |
| Burgerhuis in art-nouveaustijl                                        |                               |                                       | Antwerpen    | Lange Leemstraat 355                              | 51° 12' 15" NB, 4° 25' 28" OL | 7140    | Burgerhuis in art-nouveaustijl                                        |
| Meergezinswoning in art-nouveaustijl                                  |                               |                                       | Antwerpen    | Lange Leemstraat 188                              | 51° 12' 19" NB, 4° 25' 6" OL  | 7149    | Meergezinswoning in art-nouveaustijl                                  |
| Burgerhuis in eclectische stijl                                       |                               |                                       | Antwerpen    | Lange Leemstraat 190                              | 51° 12' 19" NB, 4° 25' 6" OL  | 7150    | Burgerhuis in eclectische stijl                                       |
| Burgerhuis in neorenaissancestijl                                     |                               |                                       | Antwerpen    | Lange Leemstraat 230                              | 51° 12' 16" NB, 4° 25' 13" OL | 7151    | Burgerhuis in neorenaissancestijl                                     |
| Burgerhuizen in neoclassicistische stijl                              |                               |                                       | Antwerpen    | Lange Leemstraat 240, 244                         | 51° 12' 16" NB, 4° 25' 14" OL | 7152    | Burgerhuizen in neoclassicistische stijl                              |
| Burgerhuis in eclectische stijl                                       |                               |                                       | Antwerpen    | Lange Leemstraat 250                              | 51° 12' 14" NB, 4° 25' 17" OL | 7153    | Burgerhuis in eclectische stijl                                       |
| Ensemble burgerhuizen in eclectische stijl                            |                               |                                       | Antwerpen    | Lange Leemstraat 262-270                          | 51° 12' 14" NB, 4° 25' 21" OL | 7154    | Ensemble burgerhuizen in eclectische stijl                            |
| Burgerhuis in beaux-artsstijl                                         |                               |                                       | Antwerpen    | Lange Leemstraat 274                              | 51° 12' 14" NB, 4° 25' 22" OL | 7155    | Burgerhuis in beaux-artsstijl                                         |
| Gekoppelde neoclassicistische burgerhuizen                            |                               |                                       | Antwerpen    | Lange Leemstraat 280-282                          | 51° 12' 14" NB, 4° 25' 23" OL | 7156    | Gekoppelde neoclassicistische burgerhuizen                            |
| Burgerhuis in eclectische stijl                                       |                               |                                       | Antwerpen    | Lange Leemstraat 284                              | 51° 12' 13" NB, 4° 25' 24" OL | 7157    | Burgerhuis in eclectische stijl                                       |
| Burgerhuis in eclectische stijl                                       |                               |                                       | Antwerpen    | Lange Leemstraat 286                              | 51° 12' 14" NB, 4° 25' 24" OL | 7158    | Burgerhuis in eclectische stijl                                       |
| Burgerhuis in eclectische stijl                                       |                               |                                       | Antwerpen    | Lange Leemstraat 288                              | 51° 12' 14" NB, 4° 25' 24" OL | 7159    | Burgerhuis in eclectische stijl                                       |
| Herenhuis in neorococostijl                                           |                               |                                       | Antwerpen    | Lange Leemstraat 290                              | 51° 12' 14" NB, 4° 25' 24" OL | 7160    | Herenhuis in neorococostijl                                           |
| Burgerhuis in neorenaissancestijl                                     |                               |                                       | Antwerpen    | Lange Leemstraat 292                              | 51° 12' 14" NB, 4° 25' 25" OL | 7161    | Burgerhuis in neorenaissancestijl                                     |
| Gekoppelde burgerhuizen en diamantslijperij                           |                               |                                       | Antwerpen    | Lange Leemstraat 366-368, 368B                    | 51° 12' 12" NB, 4° 25' 37" OL | 7163    | Gekoppelde burgerhuizen en diamantslijperij                           |
| Albers Creameries Limited                                             | Monument                      |                                       | Antwerpen    | Lange Leemstraat 374-376                          | 51° 12' 10" NB, 4° 25' 37" OL | 7164    | Albers Creameries Limited                                             |
| Meergezinswoning in art-nouveaustijl                                  |                               |                                       | Antwerpen    | Marialei 19                                       | 51° 12' 7" NB, 4° 25' 15" OL  | 7250    | Meergezinswoning in art-nouveaustijl                                  |
| Burgerhuis in art-nouveaustijl                                        |                               |                                       | Antwerpen    | Marialei 25-27                                    | 51° 12' 7" NB, 4° 25' 16" OL  | 7251    | Burgerhuis in art-nouveaustijl                                        |
| Drie gekoppelde burgerhuizen in neoclassicistische stijl              |                               |                                       | Antwerpen    | Marialei 31-35                                    | 51° 12' 8" NB, 4° 25' 17" OL  | 7252    | Drie gekoppelde burgerhuizen in neoclassicistische stijl              |
| Burgerhuis in beaux-artsstijl                                         |                               |                                       | Antwerpen    | Marialei 41                                       | 51° 12' 7" NB, 4° 25' 18" OL  | 7253    | Burgerhuis in beaux-artsstijl                                         |
| Militair Hospitaal en Arsenaal                                        | Monument                      |                                       | Antwerpen    |                                                   | 51° 12' 8" NB, 4° 25' 24" OL  | 7254    | Militair Hospitaal en Arsenaal                                        |
| Herenhuis in eclectische stijl                                        |                               |                                       | Antwerpen    | Marialei 12                                       | 51° 12' 6" NB, 4° 25' 13" OL  | 7255    | Herenhuis in eclectische stijl                                        |
| Burgerhuis in neorenaissancestijl                                     |                               |                                       | Antwerpen    | Marialei 22                                       | 51° 12' 6" NB, 4° 25' 14" OL  | 7257    | Burgerhuis in neorenaissancestijl                                     |
| Meergezinswoning in art-decostijl                                     |                               |                                       | Antwerpen    | Marialei 24                                       | 51° 12' 6" NB, 4° 25' 15" OL  | 7258    | Meergezinswoning in art-decostijl                                     |
| Julia & Walther                                                       |                               |                                       | Antwerpen    | Marialei 26                                       | 51° 12' 6" NB, 4° 25' 15" OL  | 7259    | Julia & Walther                                                       |
| Les Marguerites                                                       |                               |                                       | Antwerpen    | Marialei 28                                       | 51° 12' 6" NB, 4° 25' 15" OL  | 7260    | Les Marguerites                                                       |
| Kunstenaarswoning Floris Jespers                                      |                               |                                       | Antwerpen    | Marialei 40                                       | 51° 12' 5" NB, 4° 25' 19" OL  | 7262    | Kunstenaarswoning Floris Jespers                                      |
| De Zonnewijzer                                                        | Monument                      |                                       | Antwerpen    | Mechelsesteenweg 247                              | 51° 12' 5" NB, 4° 24' 49" OL  | 7325    | De Zonnewijzer                                                        |
| Neoclassicistisch herenhuis                                           |                               |                                       | Antwerpen    | Mechelsesteenweg 251                              | 51° 12' 4" NB, 4° 24' 49" OL  | 7326    | Neoclassicistisch herenhuis                                           |
| Burgerhuis in neoclassicistische stijl                                |                               |                                       | Antwerpen    | Mechelsesteenweg 253                              | 51° 12' 4" NB, 4° 24' 50" OL  | 7327    | Burgerhuis in neoclassicistische stijl                                |
| Kunstenaarswoning in Louis-Philippestijl                              |                               |                                       | Antwerpen    | Mechelsesteenweg 263                              | 51° 12' 2" NB, 4° 24' 51" OL  | 7328    | Kunstenaarswoning in Louis-Philippestijl                              |
| Kantoorgebouw E.B.E.S.                                                |                               |                                       | Antwerpen    | Mechelsesteenweg 271-273                          | 51° 12' 1" NB, 4° 24' 53" OL  | 7329    | Kantoorgebouw E.B.E.S.                                                |
| Etablissements Beherman-Demoen                                        |                               |                                       | Antwerpen    | Haringrodestraat 104, Mechelsesteenweg 279        | 51° 11' 60" NB, 4° 24' 54" OL | 7330    | Etablissements Beherman-Demoen                                        |
| Neoclassicistische burgerhuizen                                       |                               |                                       | Antwerpen    | Mechelsesteenweg 287-289                          | 51° 11' 58" NB, 4° 24' 55" OL | 7331    | Neoclassicistische burgerhuizen                                       |
| Brouwerij De Koninck                                                  |                               |                                       | Antwerpen    | Mechelsesteenweg 291                              | 51° 11' 57" NB, 4° 24' 55" OL | 7332    | Brouwerij De Koninck                                                  |
| Ensemble van drie burgerhuizen in art-nouveaustijl                    | Monument                      |                                       | Antwerpen    | Mercatorstraat 102-106                            | 51° 12' 25" NB, 4° 25' 28" OL | 7343    | Ensemble van drie burgerhuizen in art-nouveaustijl                    |
| Geheel van drie eclectische burgerhuizen                              |                               |                                       | Antwerpen    | Nerviërsstraat 3-7                                | 51° 12' 23" NB, 4° 25' 15" OL | 7374    | Geheel van drie eclectische burgerhuizen                              |
| Kunstenaarswoning Arnold Arens                                        | Monument                      |                                       | Antwerpen    | Nerviërsstraat 9                                  | 51° 12' 23" NB, 4° 25' 16" OL | 7375    | Kunstenaarswoning Arnold Arens                                        |
| Neoclassicistisch burgerhuis                                          |                               |                                       | Antwerpen    | Nerviërsstraat 15                                 | 51° 12' 22" NB, 4° 25' 17" OL | 7376    | Neoclassicistisch burgerhuis                                          |
| Herenhuis in beaux-artsstijl                                          |                               |                                       | Antwerpen    | Nerviërsstraat 4                                  | 51° 12' 22" NB, 4° 25' 12" OL | 7377    | Herenhuis in beaux-artsstijl                                          |
| Winkelhuis in eclectische stijl                                       |                               |                                       | Antwerpen    | Stanleystraat 6                                   | 51° 12' 10" NB, 4° 25' 42" OL | 7580    | Winkelhuis in eclectische stijl                                       |
| Geheel van vier burgerhuizen in eclectische en art-nouveaustijl       |                               |                                       | Antwerpen    | Stanleystraat 23-26                               | 51° 12' 6" NB, 4° 25' 45" OL  | 7581    | Geheel van vier burgerhuizen in eclectische en art-nouveaustijl       |
| Gekoppelde burgerhuizen in art-nouveaustijl                           |                               |                                       | Antwerpen    | Stanleystraat 28-29                               | 51° 12' 5" NB, 4° 25' 46" OL  | 7583    | Gekoppelde burgerhuizen in art-nouveaustijl                           |
| Geheel van vier burgerhuizen in eclectische en art-nouveaustijl       |                               |                                       | Antwerpen    | Stanleystraat 35-38                               | 51° 12' 3" NB, 4° 25' 48" OL  | 7585    | Geheel van vier burgerhuizen in eclectische en art-nouveaustijl       |
| Sociaal woonblok van de stad Antwerpen                                |                               |                                       | Antwerpen    | Boomgaardstraat 249-251, Stanleystraat 39-41      | 51° 12' 2" NB, 4° 25' 48" OL  | 7586    | Sociaal woonblok van de stad Antwerpen                                |
| Woning Jef Cornelis                                                   |                               |                                       | Antwerpen    | Sterstraat 20                                     |                               | 7597    | Woning Jef Cornelis                                                   |
| Eenheidsbebouwing in art-nouveaustijl                                 |                               |                                       | Antwerpen    | Van Diepenbeeckstraat 7-19                        | 51° 12' 22" NB, 4° 25' 29" OL | 7635    | Eenheidsbebouwing in art-nouveaustijl                                 |
| Eenheidsbebouwing in art-nouveaustijl                                 | Monument                      |                                       | Antwerpen    | Van Diepenbeeckstraat 4-8                         | 51° 12' 24" NB, 4° 25' 28" OL | 7636    | Eenheidsbebouwing in art-nouveaustijl                                 |
| Modernistisch woon- en bedrijfspand                                   |                               |                                       | Antwerpen    | Van Luppenstraat 55-57                            | 51° 12' 7" NB, 4° 25' 39" OL  | 7649    | Modernistisch woon- en bedrijfspand                                   |
| Geheel van vijf gekoppelde burgerhuizen in art-nouveaustijl           |                               |                                       | Antwerpen    | Zénobe Grammestraat 26-34                         | 51° 12' 5" NB, 4° 25' 44" OL  | 7765    | Geheel van vijf gekoppelde burgerhuizen in art-nouveaustijl           |
| Gekoppelde burgerhuizen in neoclassicistische stijl                   |                               |                                       | Antwerpen    | Zénobe Grammestraat 36-38                         | 51° 12' 4" NB, 4° 25' 45" OL  | 7766    | Gekoppelde burgerhuizen in neoclassicistische stijl                   |
| Burgerhuis en meergezinswoning in art-nouveaustijl                    | Monument: nr. 48, nr. 50      |                                       | Antwerpen    | Zénobe Grammestraat 48-50                         | 51° 12' 4" NB, 4° 25' 47" OL  | 7767    | Burgerhuis en meergezinswoning in art-nouveaustijl                    |
| Eclectisch burgerhuis                                                 |                               |                                       | Antwerpen    | Nerviërsstraat 8                                  |                               | 215223  | Eclectisch burgerhuis                                                 |
| Appartementsgebouwen Cyclops, Vulcan en Titan                         |                               |                                       | Antwerpen    | Helenalei 18-22                                   |                               | 215224  | Appartementsgebouwen Cyclops, Vulcan en Titan                         |
| Résidence Sans Souci                                                  |                               | 1926 Alfred Portielje en Jan De Braey | Antwerpen    | Belgiëlei 183-185                                 |                               | 215225  | Résidence Sans Souci                                                  |
| Appartementsgebouw in art-decostijl                                   |                               |                                       | Antwerpen    | Nerviërsstraat 17                                 |                               | 215231  | Appartementsgebouw in art-decostijl                                   |
| Appartementsgebouw Bon-Gite                                           |                               |                                       | Antwerpen    | Belgiëlei 103, Lange Leemstraat 186               |                               | 215233  | Appartementsgebouw Bon-Gite                                           |
| Modernistisch appartementsgebouw                                      |                               |                                       | Antwerpen    | Nerviërsstraat 23                                 |                               | 215237  | Modernistisch appartementsgebouw                                      |
| Burgerhuis in beaux-artsstijl                                         |                               | 1925 Alfred Portielje                 | Antwerpen    | Belgiëlei 187                                     |                               | 215238  | Burgerhuis in beaux-artsstijl                                         |
| Burgerhuis in beaux-artsstijl                                         |                               |                                       | Antwerpen    | Belgiëlei 189                                     |                               | 215239  | Burgerhuis in beaux-artsstijl                                         |
| Appartementsgebouw Goliath                                            |                               |                                       | Antwerpen    | Helenalei 16                                      |                               | 215240  | Appartementsgebouw Goliath                                            |
| Appartementsgebouw Philea                                             |                               |                                       | Antwerpen    | Helenalei 19                                      |                               | 215241  | Appartementsgebouw Philea                                             |
| Eclectisch burgerhuis                                                 |                               |                                       | Antwerpen    | Marialei 48                                       |                               | 300207  | Eclectisch burgerhuis                                                 |
| Home Peter Benoit en Home Jan Blockx                                  |                               |                                       | Antwerpen    | Grétrystraat 2, 2A-C                              |                               | 300217  | Home Peter Benoit en Home Jan Blockx                                  |
| Appartementsgebouw in art-decostijl                                   |                               |                                       | Antwerpen    | Haringrodestraat 91, Lamorinièrestraat 237        |                               | 300219  | Appartementsgebouw in art-decostijl                                   |
| Modernistisch appartementsgebouw                                      |                               |                                       | Antwerpen    | Mechelsesteenweg 259                              |                               | 300241  | Modernistisch appartementsgebouw                                      |
| Herenhuis in eclectische stijl                                        |                               |                                       | Antwerpen    | Mechelsesteenweg 281                              |                               | 300271  | Herenhuis in eclectische stijl                                        |
| Heren- en burgerhuis in neo-Vlaamserenaissance-stijl                  |                               |                                       | Antwerpen    | Sterstraat 22-24                                  |                               | 300356  | Heren- en burgerhuis in neo-Vlaamserenaissance-stijl                  |
| Herenhuis in eclectische stijl                                        |                               |                                       | Antwerpen    | Sterstraat 28                                     |                               | 300357  | Herenhuis in eclectische stijl                                        |
| Burgerhuis in beaux-artsstijl                                         |                               |                                       | Antwerpen    | Sterstraat 30                                     |                               | 300358  | Upload foto                                                           |
| Appartementsgebouw in art-decostijl                                   |                               |                                       | Antwerpen    | Sterstraat 15                                     |                               | 300400  | Appartementsgebouw in art-decostijl                                   |
| Burgerhuis in beaux-artsstijl                                         |                               |                                       | Antwerpen    | Cuperusstraat 38                                  |                               | 300412  | Burgerhuis in beaux-artsstijl                                         |
| Burgerhuis in neoclassicistische stijl                                |                               |                                       | Antwerpen    | Lange Leemstraat 204                              |                               | 300450  | Burgerhuis in neoclassicistische stijl                                |
| Burgerhuis in neoclassicistische stijl                                |                               |                                       | Antwerpen    | Lange Leemstraat 218                              |                               | 300451  | Burgerhuis in neoclassicistische stijl                                |
| Geheel van drie neoclassicistische burgerhuizen                       |                               |                                       | Antwerpen    | Lange Leemstraat 356-360                          |                               | 300452  | Geheel van drie neoclassicistische burgerhuizen                       |
| Geheel van vijf burgerhuizen in eclectische stijl                     |                               |                                       | Antwerpen    | Lange Leemstraat 401-409                          |                               | 300543  | Geheel van vijf burgerhuizen in eclectische stijl                     |
| Burgerhuis in neoclassicistische stijl                                |                               |                                       | Antwerpen    | Grétrystraat 50                                   |                               | 300787  | Burgerhuis in neoclassicistische stijl                                |
| Burgerhuis in neoclassicistische stijl                                |                               |                                       | Antwerpen    | Lamorinièrestraat 122                             |                               | 300788  | Burgerhuis in neoclassicistische stijl                                |
| Burgerhuis in beaux-artsstijl                                         |                               |                                       | Antwerpen    | Lamorinièrestraat 143-145                         |                               | 300789  | Burgerhuis in beaux-artsstijl                                         |
| Burgerhuis in eclectische stijl                                       |                               |                                       | Antwerpen    | Lamorinièrestraat 170                             |                               | 300790  | Burgerhuis in eclectische stijl                                       |
| Neoclassicistisch herenhuis                                           |                               |                                       | Antwerpen    | Lamorinièrestraat 246                             |                               | 300791  | Neoclassicistisch herenhuis                                           |
| Geheel van twee meergezinswoningen in art-nouveaustijl                | stadsgezicht                  |                                       | Antwerpen    | Baron Joostensstraat 9, Van den Nestlei 5         |                               | 301142  | Geheel van twee meergezinswoningen in art-nouveaustijl                |
| Burgerhuis in beaux-artsstijl                                         |                               |                                       | Antwerpen    | Helenalei 23                                      |                               | 301361  | Burgerhuis in beaux-artsstijl                                         |
| Dokterswoning in eclectische stijl                                    |                               |                                       | Antwerpen    | Helenalei 31                                      |                               | 301382  | Dokterswoning in eclectische stijl                                    |
| Woning Lodewijk Mortelmans                                            |                               |                                       | Antwerpen    | Helenalei 17                                      |                               | 301384  | Woning Lodewijk Mortelmans                                            |
| Burgerhuis in eclectische stijl                                       |                               |                                       | Antwerpen    | Helenalei 37                                      |                               | 301385  | Burgerhuis in eclectische stijl                                       |
| Burgerhuis in eclectische stijl                                       |                               |                                       | Antwerpen    | Helenalei 35                                      |                               | 301386  | Burgerhuis in eclectische stijl                                       |
| Burgerhuis in art-nouveaustijl                                        |                               |                                       | Antwerpen    | Helenalei 25                                      |                               | 301392  | Burgerhuis in art-nouveaustijl                                        |
| Burgerhuis in eclectische stijl                                       |                               |                                       | Antwerpen    | Helenalei 29                                      |                               | 301393  | Burgerhuis in eclectische stijl                                       |
| Burgerhuis in beaux-artsstijl                                         |                               |                                       | Antwerpen    | Helenalei 33                                      |                               | 301394  | Burgerhuis in beaux-artsstijl                                         |
| Burgerhuis in beaux-artsstijl                                         |                               |                                       | Antwerpen    | Helenalei 45                                      |                               | 301395  | Burgerhuis in beaux-artsstijl                                         |
| Burgerhuis in beaux-artsstijl                                         |                               |                                       | Antwerpen    | Helenalei 47                                      |                               | 301396  | Burgerhuis in beaux-artsstijl                                         |
| Appartementsgebouw in art-decostijl                                   |                               |                                       | Antwerpen    | Helenalei 2-4                                     |                               | 301397  | Appartementsgebouw in art-decostijl                                   |
| Burgerhuis in art-nouveaustijl                                        |                               |                                       | Antwerpen    | Helenalei 6                                       |                               | 301398  | Burgerhuis in art-nouveaustijl                                        |
| Geheel van drie burgerhuizen in eclectische stijl                     |                               |                                       | Antwerpen    | Marialei 14-18                                    |                               | 301430  | Geheel van drie burgerhuizen in eclectische stijl                     |
| Maria                                                                 |                               |                                       | Antwerpen    | Marialei 20                                       |                               | 301431  | Maria                                                                 |
| Burgerhuis in eclectische stijl                                       |                               |                                       | Antwerpen    | Cuperusstraat 31                                  |                               | 301456  | Burgerhuis in eclectische stijl                                       |
| Burgerhuis of meergezinswoning in art-nouveaustijl                    |                               |                                       | Antwerpen    | Marialei 50                                       |                               | 301497  | Burgerhuis of meergezinswoning in art-nouveaustijl                    |
| Hoekhuis met café in art-nouveaustijl                                 |                               |                                       | Antwerpen    | Marialei 36                                       |                               | 301498  | Hoekhuis met café in art-nouveaustijl                                 |
| Burgerhuis in eclectische stijl                                       |                               |                                       | Antwerpen    | Marialei 44                                       |                               | 301541  | Burgerhuis in eclectische stijl                                       |
| Architectenwoning Jan Kockerols                                       |                               |                                       | Antwerpen    | Grétrystraat 4                                    |                               | 301542  | Architectenwoning Jan Kockerols                                       |
| Burgerhuis in neoclassicistische stijl                                |                               |                                       | Antwerpen    | Albert Grisarstraat 14                            |                               | 301548  | Burgerhuis in neoclassicistische stijl                                |
| Burgerhuis in eclectische stijl                                       |                               |                                       | Antwerpen    | Albert Grisarstraat 16                            |                               | 301549  | Burgerhuis in eclectische stijl                                       |
| Burgerhuis in neoclassicistische stijl                                |                               |                                       | Antwerpen    | Albert Grisarstraat 18                            |                               | 301550  | Burgerhuis in neoclassicistische stijl                                |
| Burgerhuis in eclectische stijl                                       |                               |                                       | Antwerpen    | Albert Grisarstraat 20                            |                               | 301551  | Burgerhuis in eclectische stijl                                       |
| Burgerhuis in art-decostijl                                           |                               |                                       | Antwerpen    | Albert Grisarstraat 12                            |                               | 301552  | Burgerhuis in art-decostijl                                           |
| Kantoor in neoclassicistische stijl                                   |                               |                                       | Antwerpen    | Grétrystraat 3                                    |                               | 301581  | Kantoor in neoclassicistische stijl                                   |
| Burgerhuis in neoclassicistische stijl                                |                               |                                       | Antwerpen    | Grétrystraat 10                                   |                               | 301585  | Burgerhuis in neoclassicistische stijl                                |
| Kunstenaarswoning Léon Riket                                          |                               |                                       | Antwerpen    | Marialei 52                                       |                               | 301592  | Kunstenaarswoning Léon Riket                                          |
| Burgerhuis in neoclassicistische stijl                                |                               |                                       | Antwerpen    | Marialei 29                                       |                               | 301593  | Burgerhuis in neoclassicistische stijl                                |
| Winkelpand in eclectische stijl                                       |                               |                                       | Antwerpen    | Boomgaardstraat 99                                |                               | 301652  | Winkelpand in eclectische stijl                                       |
| Meergezinswoning in art-nouveaustijl                                  |                               |                                       | Antwerpen    | Zurenborgstraat 1                                 |                               | 301664  | Meergezinswoning in art-nouveaustijl                                  |
| Burgerhuis in eclectische stijl                                       |                               |                                       | Antwerpen    | Cuperusstraat 5                                   |                               | 301665  | Burgerhuis in eclectische stijl                                       |
| Geheel van drie burgerhuizen in art-nouveaustijl                      |                               |                                       | Antwerpen    | Cuperusstraat 9-10, 11                            |                               | 301666  | Geheel van drie burgerhuizen in art-nouveaustijl                      |
| Burgerhuis in art-nouveaustijl                                        |                               |                                       | Antwerpen    | Cuperusstraat 20                                  |                               | 301667  | Burgerhuis in art-nouveaustijl                                        |
| Twee burgerhuizen in art-nouveau- en eclectische stijl                |                               |                                       | Antwerpen    | Cuperusstraat 26-27                               |                               | 301668  | Twee burgerhuizen in art-nouveau- en eclectische stijl                |
| Burgerhuis in eclectische stijl                                       |                               |                                       | Antwerpen    | Cuperusstraat 32                                  |                               | 301669  | Burgerhuis in eclectische stijl                                       |
| Burgerhuis in art-nouveaustijl                                        |                               |                                       | Antwerpen    | Cuperusstraat 33                                  |                               | 301670  | Burgerhuis in art-nouveaustijl                                        |
| Twee burgerhuizen in art-nouveaustijl                                 |                               |                                       | Antwerpen    | Cuperusstraat 34-36                               |                               | 301671  | Twee burgerhuizen in art-nouveaustijl                                 |
| Burgerhuis in eclectische stijl                                       |                               |                                       | Antwerpen    | Grétrystraat 43                                   |                               | 301679  | Burgerhuis in eclectische stijl                                       |
| Roomcentrale H. Adriaensen                                            |                               |                                       | Antwerpen    | Cuperusstraat 8                                   |                               | 301689  | Roomcentrale H. Adriaensen                                            |
| Twee meergezinswoningen in neoclassicistische stijl                   |                               |                                       | Antwerpen    | Cuperusstraat 2, Zurenborgstraat 3                |                               | 301731  | Twee meergezinswoningen in neoclassicistische stijl                   |
| Twee burgerhuizen in beaux-artsstijl                                  |                               |                                       | Antwerpen    | Cuperusstraat 22-23                               |                               | 301732  | Twee burgerhuizen in beaux-artsstijl                                  |
| Burgerhuis in beaux-artsstijl                                         |                               |                                       | Antwerpen    | Cuperusstraat 24                                  |                               | 301733  | Burgerhuis in beaux-artsstijl                                         |
| Burgerhuis in art-decostijl                                           |                               |                                       | Antwerpen    | Cuperusstraat 29                                  |                               | 301734  | Burgerhuis in art-decostijl                                           |
| Meergezinswoning in art-decostijl                                     |                               |                                       | Antwerpen    | Cuperusstraat 39                                  |                               | 301735  | Meergezinswoning in art-decostijl                                     |
| Modernistische meergezinswoning                                       |                               |                                       | Antwerpen    | Cuperusstraat 40                                  |                               | 301736  | Modernistische meergezinswoning                                       |
| Meergezinswoning in art-nouveaustijl                                  |                               |                                       | Antwerpen    | Cuperusstraat 4                                   |                               | 301737  | Meergezinswoning in art-nouveaustijl                                  |
| Burgerhuis in eclectische stijl                                       |                               |                                       | Antwerpen    | Stanleystraat 11                                  |                               | 302016  | Burgerhuis in eclectische stijl                                       |
| Gekoppelde burgerhuizen in eclectische stijl                          |                               |                                       | Antwerpen    | Stanleystraat 12-13                               |                               | 302017  | Gekoppelde burgerhuizen in eclectische stijl                          |
| Geheel van vijf burgerhuizen in eclectische stijl                     |                               |                                       | Antwerpen    | Stanleystraat 14-17, 18                           |                               | 302018  | Geheel van vijf burgerhuizen in eclectische stijl                     |
| Burgerhuis in eclectische stijl                                       |                               |                                       | Antwerpen    | Stanleystraat 19                                  |                               | 302021  | Burgerhuis in eclectische stijl                                       |
| Geheel van drie burgerhuizen                                          |                               |                                       | Antwerpen    | Stanleystraat 20-21, 22                           |                               | 302023  | Geheel van drie burgerhuizen                                          |
| Geheel van twee burgerhuizen in eclectische stijl                     |                               |                                       | Antwerpen    | Stanleystraat 30-31                               |                               | 302024  | Geheel van twee burgerhuizen in eclectische stijl                     |
| Hoekcomplex met café en winkels in eclectische stijl                  |                               |                                       | Antwerpen    | Stanleystraat 32-33                               |                               | 302026  | Hoekcomplex met café en winkels in eclectische stijl                  |
| Hoekhuis met café in eclectische stijl                                |                               |                                       | Antwerpen    | Stanleystraat 34                                  |                               | 302027  | Hoekhuis met café in eclectische stijl                                |
| Burgerhuis in neoclassicistische stijl                                |                               |                                       | Antwerpen    | Mercatorstraat 50                                 |                               | 302028  | Burgerhuis in neoclassicistische stijl                                |
| Burgerhuis in neoclassicistische stijl                                |                               |                                       | Antwerpen    | Mercatorstraat 52                                 |                               | 302029  | Burgerhuis in neoclassicistische stijl                                |
| Burgerhuis in neoclassicistische stijl                                |                               |                                       | Antwerpen    | Mercatorstraat 64                                 |                               | 302030  | Burgerhuis in neoclassicistische stijl                                |
| Burgerhuis in neoclassicistische stijl                                |                               |                                       | Antwerpen    | Mercatorstraat 88                                 |                               | 302031  | Burgerhuis in neoclassicistische stijl                                |
| Burgerhuis in neoclassicistische stijl                                |                               |                                       | Antwerpen    | Mercatorstraat 100                                |                               | 302032  | Burgerhuis in neoclassicistische stijl                                |
| Burgerhuis in neoclassicistische stijl                                |                               |                                       | Antwerpen    | Mercatorstraat 108                                |                               | 302033  | Burgerhuis in neoclassicistische stijl                                |
| Burgerhuis in neoclassicistische stijl                                |                               |                                       | Antwerpen    | Mercatorstraat 122                                |                               | 302034  | Burgerhuis in neoclassicistische stijl                                |
| Winkelhuis in eclectische stijl                                       |                               |                                       | Antwerpen    | Cobdenstraat 2                                    |                               | 302036  | Winkelhuis in eclectische stijl                                       |
| Geheel van twee burgerhuizen in eclectische stijl                     |                               |                                       | Antwerpen    | Cobdenstraat 5-7                                  |                               | 302037  | Geheel van twee burgerhuizen in eclectische stijl                     |
| Burgerhuis in eclectische stijl                                       |                               |                                       | Antwerpen    | Cobdenstraat 12                                   |                               | 302038  | Burgerhuis in eclectische stijl                                       |
| Burgerhuis in neoclassicistische stijl                                |                               |                                       | Antwerpen    | Cobdenstraat 16                                   |                               | 302039  | Burgerhuis in neoclassicistische stijl                                |
| Burgerhuis in art-nouveaustijl                                        |                               |                                       | Antwerpen    | Cobdenstraat 20                                   |                               | 302040  | Burgerhuis in art-nouveaustijl                                        |
| Burgerhuis in neoclassicistische stijl                                |                               |                                       | Antwerpen    | Cobdenstraat 33                                   |                               | 302041  | Burgerhuis in neoclassicistische stijl                                |
| Twee meergezinswoningen met art-nouveau-inslag                        |                               |                                       | Antwerpen    | Cobdenstraat 36-38                                |                               | 302042  | Twee meergezinswoningen met art-nouveau-inslag                        |
| Woning en studiebureau Pfeffermann                                    |                               |                                       | Antwerpen    | Zurenborgstraat 6-8                               |                               | 302043  | Woning en studiebureau Pfeffermann                                    |
| Ensemble burgerhuizen in neoclassicistische stijl                     |                               |                                       | Antwerpen    | Zurenborgstraat 17-21, 29, 33-39                  |                               | 302044  | Ensemble burgerhuizen in neoclassicistische stijl                     |
| Burgerhuis in neoclassicistische stijl                                |                               |                                       | Antwerpen    | Zurenborgstraat 34                                |                               | 302045  | Burgerhuis in neoclassicistische stijl                                |
| Burgerhuis in neoclassicistische stijl                                |                               |                                       | Antwerpen    | Zurenborgstraat 28                                |                               | 302046  | Burgerhuis in neoclassicistische stijl                                |
| Woning en bakkerij Vanderstukken                                      |                               |                                       | Antwerpen    | Zurenborgstraat 41-43                             |                               | 302047  | Woning en bakkerij Vanderstukken                                      |
| Woning met kantoren en bakkerij Bruinhart                             |                               |                                       | Antwerpen    | Zurenborgstraat 45-47                             |                               | 302048  | Woning met kantoren en bakkerij Bruinhart                             |
| Ensemble burgerhuizen in neoclassicistische en eclectische stijl      |                               |                                       | Antwerpen    | Zénobe Grammestraat 4, 8-10, 13, 29               |                               | 302050  | Ensemble burgerhuizen in neoclassicistische en eclectische stijl      |
| Burgerhuis in art-nouveaustijl                                        |                               |                                       | Antwerpen    | Zénobe Grammestraat 42                            |                               | 302051  | Burgerhuis in art-nouveaustijl                                        |
| Kunstenaarswoning Van Evercoren                                       |                               |                                       | Antwerpen    | Zénobe Grammestraat 46                            |                               | 302052  | Kunstenaarswoning Van Evercoren                                       |
| Meergezinswoning in art-nouveaustijl                                  |                               |                                       | Antwerpen    | Zénobe Grammestraat 52                            |                               | 302053  | Meergezinswoning in art-nouveaustijl                                  |
| Twee burgerhuizen in art-nouveaustijl                                 |                               |                                       | Antwerpen    | Stanleystraat 27, Zénobe Grammestraat 33          |                               | 302148  | Twee burgerhuizen in art-nouveaustijl                                 |
| Verbouwde diamantslijperij met woning in art-decostijl                |                               |                                       | Antwerpen    | Lamorinièrestraat 84                              |                               | 302192  | Verbouwde diamantslijperij met woning in art-decostijl                |
| Burgerhuis in neoclassicistische stijl                                |                               |                                       | Antwerpen    | Lamorinièrestraat 114                             |                               | 302194  | Burgerhuis in neoclassicistische stijl                                |
| Kunstenaarswoning Louis Van Kuyck                                     |                               |                                       | Antwerpen    | Lamorinièrestraat 153                             |                               | 302195  | Kunstenaarswoning Louis Van Kuyck                                     |
| Kunstenaarswoning Pieter Van Avermaet                                 |                               |                                       | Antwerpen    | Lamorinièrestraat 155                             |                               | 302196  | Kunstenaarswoning Pieter Van Avermaet                                 |
| Twee burgerhuizen in neoclassicistische stijl                         |                               |                                       | Antwerpen    | Lamorinièrestraat 203, 207                        |                               | 302197  | Twee burgerhuizen in neoclassicistische stijl                         |
| Appartementsgebouw in art-decostijl                                   |                               |                                       | Antwerpen    | Haringrodestraat 44                               |                               | 302198  | Appartementsgebouw in art-decostijl                                   |
| Burgerhuis in neoclassicistische stijl                                |                               |                                       | Antwerpen    | Haringrodestraat 45                               |                               | 302199  | Burgerhuis in neoclassicistische stijl                                |
| Onderstation Compagnie Electrique Anversoise                          |                               |                                       | Antwerpen    | Van Diepenbeeckstraat 47                          |                               | 302200  | Onderstation Compagnie Electrique Anversoise                          |
| Geheel van burger- en winkelhuis in art-nouveau- en eclectische stijl |                               |                                       | Antwerpen    | Cobdenstraat 9-11                                 |                               | 302263  | Geheel van burger- en winkelhuis in art-nouveau- en eclectische stijl |

### Bouwkundige gehelen
| Object       | Erfgoedstatus? | Bouwjaar of architect | Deelgemeente | Adres                                    | Coördinaten | Nummer? | Afbeelding   |
| ------------ | -------------- | --------------------- | ------------ | ---------------------------------------- | ----------- | ------- | ------------ |
| Smyrnaplaats |                |                       | Antwerpen    | Smyrnaplaats 1-18, Van Beethovenstraat 5 |             | 113644  | Smyrnaplaats |

District Antwerpen: Antwerpen-Noord · Brederode · Centraal Station · Dam · Eilandje · Haringrode · Harmonie · Havengebied · Historisch Centrum (Oude Stad · Hoogstraat · Groenplaats) · Kiel · Linkeroever · Luchtbal-Rozemaai-Schoonbroek · Markgrave · Meirwijk · Middelheim · Schipperskwartier · Sint-Andries · Stadspark · Tentoonstellingswijk · Theaterbuurt · Universiteitsbuurt · Zuid · Zurenborg

Overige districten: Berchem · Berendrecht-Zandvliet-Lillo · Borgerhout · Deurne · Ekeren · Hoboken · Merksem · Wilrijk

Onroerend erfgoed in de provincie Antwerpen